# Android 15
Android 15 (tên mã nội bộ là Vanilla Ice Cream) là bản phát hành thứ 15 và phiên bản thứ 22 của Android, một hệ điều hành phát hành bởi Google. Bản xem trước dành cho nhà phát triển đầu tiên được ra mắt vào tháng 2 năm 2024.  Phiên bản ổn định ra mắt và ngày 15 tháng 10 năm 2024 trên các điện thoại Pixel.

## Lịch sử

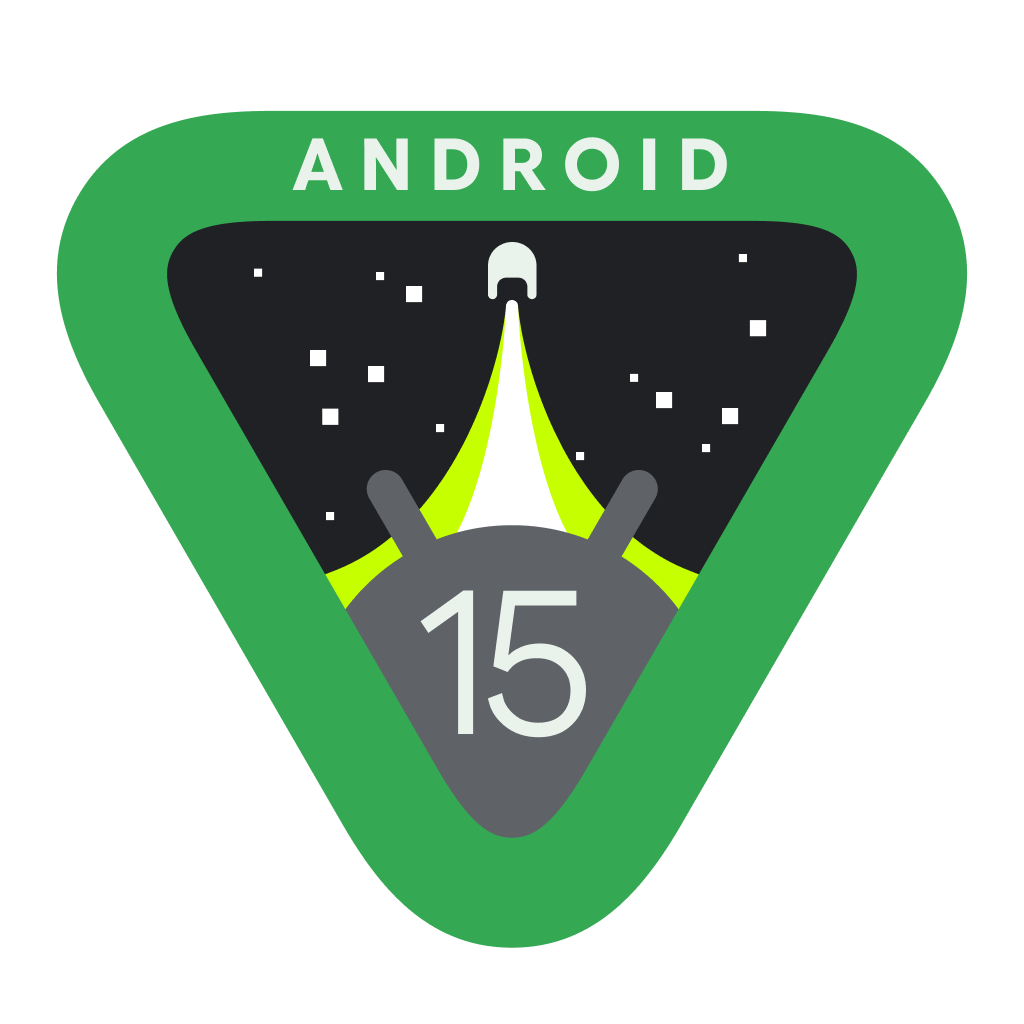
Biểu trưng bản xem trước cho nhà sáng tạo

Android 15 có tên mã nội bộ là "Vanilla Ice Cream".
Bản xem trước dành cho nhà phát triển đầu tiên (DP1) ra mắt vào ngày 16 tháng 2 năm 2024, và bản thứ hai (DP2) ra mắt ngày 21 tháng 3 năm 2024.

## Tính năng
- Làm mới các widget màn hình khoá
- Nâng cao trải nghiệm HDR với tính năng kiểm soát khoảng không.

Android 15 sẽ dựa theo phiên bản hạt nhân Linux 6.6.